# Cannibal Ferox
Cannibal Ferox är en italiensk film från 1981.

## Handling
Antropologer träffar på två otrevliga män som är på rymmen efter att ha terroriserat en stam kannibaler. Kannibalerna hinner ikapp dem...

## Om filmen
Cannibal Ferox försökte följa Cannibal Holocaust av Ruggero Deodato som hade kommit året innan. Den har kritiserats för att innehålla grovt våld, cynism och misogyni som sin föregångare. Alla scener i filmen där djur dör är autentiska och filmen förkastas av skådespelaren Giovanni Lombardo Radice. Den italienska Radice har kallat filmen för fascistisk och rasistisk och sagt att han enbart ställde upp då han behövde pengar. 
Filmen är känd som Make them die slowly i vissa territorier. Filmen blev förbjuden i Storbritannien under Video Nasty-eran.

## Tagline
- They raped and killed his sister while he watched helplessly. Now it's his turn to Make Them Die Slowly
- They were cold, sadistic killers who thought they could hide from justice. But now they must face the harsh law of the jungle...
- The most violent film ever made!
- They must pay for their crimes with blood and pain. For what they have done, Make Them Die Slowly
- Banned in 31 countries!

## Rollista (i urval)
- Giovanni Lombardo Radice - Mike Logan
- Lorraine De Selle - Gloria Davis
- Danilo Mattei - Rudy Davis
- Zora Kerova - Pat Johnson